# سومنر لوك
سومنر لوك (بالإنجليزية: Sumner Locke)‏ هي كاتِبة وشاعرة أسترالية، ولدت في 4 يوليو 1881 في Sandgate, Queensland ‏ في أستراليا، وتوفيت في 18 أكتوبر 1917 في كوغارة ‏ في أستراليا.